# Ересунд
Ересунд је мореуз између Шведске и Данске. Мореуз, који је познати и под скраћеним називом Саунд, има дужину од 118 km (73 mi) и варијабилну ширину од 4 km (2,5 mi) до 28 km (17 mi). Он је 4 km (2,5 mi) широк у својој најужој тачки између Хелсингера у Данској и Хелсингборга у Шведској. Он је важан пловни пут за бродове.
Ересунд је уз Велики појас, Мали појас и Килски канал један од четири пловна пута који преко Категата, Скагерака и Северног мора спајају Балтичко море са Атлантским океаном, и један је од најпрометнијих пловних путева на свету.
Ересундски мост, између данске престонице Копенхагена и шведског града Малмеа, отворен 1. јула 2000. године, повезује двонационално метрополитанско подручје са близу 4 милиона становника. Трајектна линија ХХ, између Хелсингера у Данској и Хелсингборга у Шведској, у северном делу Ересунда, једна је од најпрометнијих међународних трајектних рута на свету са више од 70 полазака из сваке луке дневно.
Ересунд је геолошки млад теснац који се формирао пре 8500–8000 година као резултат пораста нивоа мора. Претходно је слатководна водена маса језера Анцилус заузимала Балтички базен, која је са морем била повезана искључиво путем Великог појаса. Улазак слане воде кроз Ересунд означио је почетак модерног Балтичког мора са сланом водом.

## Име
Теснац се зове Øresund на данском и Öresund на шведском, неформално Sundet (дословно „мореуз“) на оба језика. Први део имена је øre „шљунковита/пешчана плажа“, а други део је sund, односно „мореуз“.
Име је први пут посведочено на рунском камену који датира око око 1000. године, где је написано као ura suti, чита се као староисточнонорвешки  (датив). Старозападнонордијски (и модерни исландски) облик имена је Eyrarsund. Ør је модерна форма старе нордијске речи (аур) која значи шљунковита плажа или плићак (види и земљоуз), често формирајући пешчаник. Такви рељефни облици су уобичајени у овој области и „ör“ се налази у многим називима места дуж теснаца, нпр. Хелсингер, Сканер, Драгер и Халер, важан центар трговине током викиншког доба.

## Географија
Укупна дужина Ересунда од полуострва Кулена на северу до града Фалстербо на југу (оба леже у Шведској) износи 110 км. У свом ужем делу, који се односи на део Хелсингер – Хелсингборг (север) и Копенхаген – Малме (југ), дуг је 53 km. Теснац је најужи на северу између Хелсингера и Хелсингборга, ту има само 5 km, док на југу између Копенхагена и Малмеа има 14 km.
Минимална дубина теснаца износи 40 метара, а струја тече до 5–6 km на сат према Категату. Лед током оштрих зима може онемогућити пловидбу теснацем, јер он готово да нема плиме и осеке. Унутар теснаца леже три већа острва: Амагер (поред Копенхагена), Вен и Салтхолм, који раздвајају воде теснаца на канале Дрегден (запад) и Флинтеренден (исток).
Највеће луке теснаца су Копенхаген и Хелсингер на данској страни односно Малме и Хелсингборг на шведској страни. Од кад је 2000. изграђен Ересундски мост и тунел којим су спојени Малме и Копенхаген, регија је битно боље повезана, па се очекује да ће то подстакнути економски раст.

## Струје, животиње и сланост
Ересунд, као и други дански и данско-немачки мореузи, налази се на граници између океанске слане воде (која има салинитет већи од 30 PSU или промила по тежини) и далеко мање сланог Балтичког мора.
Како Категат на северу има скоро океанске услове, а Балтичко море (око 7 PSU, у његовом главном басену) има бочасту воду, услови воде у Ересунду су прилично необични и променљиви. Струје су веома сложене, али површински ток је често усмерен на север (од Балтичког мора) што даје нижи површински салинитет, иако се токови могу мењати из дана у дан. Просечни површински салинитет је око 10–12 PSU у јужном делу, али изнад 20 PSU северно од Хелсингера.
У близини морског дна (где је море довољно дубоко), услови су стабилнији и салинитет је увек океански (изнад 30 PSU) испод одређене дубине која варира између 10 и 15 метара. У јужном делу, међутим, дубина је 5-6 метара (изван прилично уских пловних путева Дрогден и Флинтранан), и ово је дефинитивна граница океанске слане воде, те самим тим и граница за многе морске врсте животиња. Само 52 познатих врсте слане воде живе у централном Балтичком мору, у поређењу са око 1500 у Северном мору. Познато је да близу 600 врста постоји у барем неком делу Ересунда. Добро познати примери, за које сланост дна чини јасну границу размножавања, укључују јастоге, мале ракове (Carcinus maenas), неколико врста плоснатих риба и медуза са лављом гривом; потоњи понекад могу да отплове у југозападно Балтичко море, али се тамо не могу размножавати.
Постоје дневне плиме, али лунарна привлачност не може натерати много воде да се креће са запада на исток, или обрнуто, у уским водама где је струја било северна или јужна. Стоа се не јавља велика разлика у нивоима воде у Ересунду због дневне плиме, а друге околности „скривају“ мало плиме која је још преостала. Струја има много јачи утицај од плиме на ниво воде, мада јаки ветрови такође могу утицати на ниво воде. Током изузетних услова, као што су олује и урагани, океанска вода може изненада да уђе у Балтичко море на свим дубинама. Овакви догађаји дају дубоким водама у јужном Балтичком мору већи салинитет, што омогућава да се бакалар тамо размножава. Ако се такав доток океанске воде у Балтичко море не догоди око деценију, узгој бакалара постаје угрожен.

## Историја
Теснац је већ јако дуго важан поморски коридор, због тога је током историје контрола над теснацем, иначе најкраћим путем према Балтику, доносила велику добит. Између 1429. и 1657. Данска је контролисала обе обале теснаца и наплаћивала пролаз свим бродовима. Чак и након што је 1658. покрајина Сканија припојена Шведској, велика данска обалска фортификација Кронборг код Хелсингера 
наставила је да наплаћује пролаз кроз теснац све до 1857.

## Већа места на обали Ересунда
- Хелсингборг
- Хелсингер
- Копенхаген
- Кеје
- Малме